# هنریک وارس
هنریک وارس (لهستانی: Henryk Wars؛ ۲۹ دسامبر ۱۹۰۲ – ۱ سپتامبر ۱۹۷۷) موسیقی‌دان، آهنگساز، رهبر ارکستر و نوازنده پیانو اهل لهستان بود.
از فیلم‌ها یا مجموعه‌های تلویزیونی که وی در آن‌ها نقش داشته‌است، می‌توان به همسایه‌ها، ۳۰ قیراط خوشبختی، خانه‌به‌دوش، دختر ژنرال پانکراتوف، فلیپر، تعقیب بزرگ، روبرت و برترام، صدای صحرا و بولک و لولک اشاره نمود.